# Pteragogus guttatus
Pteragogus guttatus är en fiskart som först beskrevs av Fowler och Bean 1928.  Pteragogus guttatus ingår i släktet Pteragogus och familjen läppfiskar. IUCN kategoriserar arten globalt som livskraftig. Inga underarter finns listade i Catalogue of Life.